# Eoarhaik
U geološkoj kronologiji izraz eoarhaik se koristi za eru koja je trajala od prije 3800 milijuna godina to 3600 milijuna godina. Ime dolazi od dvije grčke riječi: eos (zora) i archios (drevni). To je prvi dio eona Arhaika. Smatra se da su tijekom te ere nastali prokarioti (jednostavni jednostanični život)
.
Hadijski eon je prethodio eoarhaiku, a slijedi mu era paleoarhaika. U kronostratigrafiji prostor njegove zone je eratem.
Međunarodna komisija za stratigrafiju ne priznaje donju granicu ere kao ni prethodni hadijski eon.